# Hans-Georg von Friedeburg

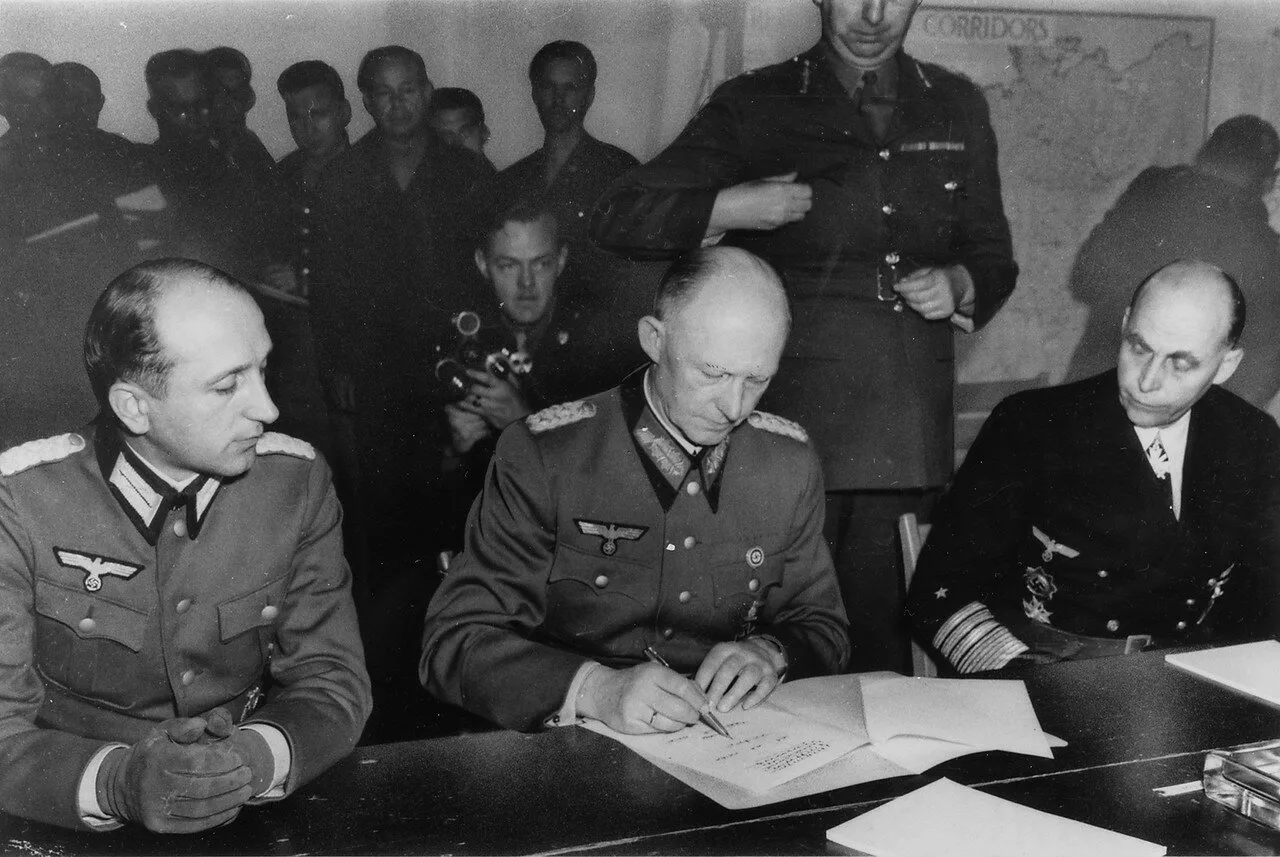
De izq. a der.: Mayor Wilhelm Oxenius, el general Alfred Jodl y Hans Georg von Friedeburg (uniforme oscuro), firmando la rendición de la Wehrmacht en Reims el 7 de mayo de 1945.

Hans-Georg von Friedeburg (Estrasburgo, 15 de julio de 1895-Flensburgo, 23 de mayo de 1945) fue un marino alemán, que sirvió como capitán y como almirante durante la Segunda Guerra Mundial. Fue el último jefe operativo de la Armada alemana (almirante general de la Kriegsmarine, sustituyendo a Karl Dönitz) y quien suscribió la capitulación final de la Alemania Nazi en dicha contienda.

## Biografía
Friedeburg nació en 1895 en la ciudad de Estrasburgo, entonces perteneciente al Imperio alemán,e ingresó en la Marina Imperial alemana en 1914. En 1917 fue ascendido a alférez de navío y en 1918 fue destinado al arma de submarinos. Tras la guerra continuó prestando servicio en la Reichsmarine, ascendiendo en el escalafón militar, alcanzando el grado de capitán de corbeta (1933), capitán de fragata (1935) y, finalmente, capitán de navío (el 1 de enero de 1939, primer día del Año Nuevo), día en el que entró en el Oberkommando der Marine (Alto Mando de la Armada). 
En julio de 1939 fue destinado como capitán del submarino U-27, pero tras el estallido de la Segunda Guerra Mundial en septiembre se le otorgó el mando de la organización de submarinos, a las órdenes directas del almirante Karl Dönitz. Exactamente dos años después se le designó vicealmirante de submarinos, y en febrero de 1943 comandante en jefe del arma submarina. En febrero de 1944 fue ascendido a almirante general (Generaladmiral), con la misión de reorganizar las operaciones de ataque contra convoyes británicos y estadounidenses en el Atlántico, ya hacia finales de la guerra.
Tras el suicidio de Adolf Hitler, fue el oficial naval de más alto grado, después de Karl Dönitz, en participar en el Gobierno de Flensburgo en los días finales de la guerra en Europa, al haberse establecido el último cuartel general de la Kriegsmarine en la base naval del puerto de Flensburgo. En esa situación fue designado por Dönitz como representante de la Kriegsmarine para las negociaciones finales de la capitulación alemana, debiendo firmar la rendición incondicional en el Cuartel general de las Fuerzas Aliadas en Reims, Francia, el 7 de mayo de 1945. Asimismo, Friedeburg debió firmar también la rendición alemana al día siguiente en Berlín ante los delegados de los Aliados, nuevamente como representante de la marina de guerra.
Friedeburg accedió a participar en el Gobierno de Flensburgo de acuerdo con Dönitz, tratando de instalar una administración gubernamental alemana, pero fue arrestado por soldados británicos junto con el resto de dirigentes alemanes el 23 de mayo de 1945. Deprimido por la derrota final, Friedeburg se suicidó el mismo día de su captura tomando cianuro, mientras estaba bajo custodia militar británica. Está enterrado en el cementerio Adelby, a las afueras de Flensburgo.

## Familia
Su hijo mayor, Ludwig von Friedeburg (1924-2010), fue el comandante de submarinos más joven de la Armada. Después de la guerra se convirtió en un sociólogo conocido en el círculo de Max Horkheimer y Theodor W. Adorno en el Instituto de Investigación Social de Frankfurt. Fue políticamente activo en el SPD, de 1969 a 1974 fue ministro de Educación de Hesse.
Su hijo menor Friedrich von Friedeburg (1926-1991) también fue conductor de submarinos y, después de la Segunda Guerra Mundial, se convirtió en periodista. Estuvo involucrado en la protección de Heligoland contra los planes ingleses para un objetivo de entrenamiento de bombas. En 1962 fue galardonado con el "Yunque de Plata" de la Public Relations Society of America por el mejor servicio de relaciones públicas en el campo de las relaciones internacionales. Fue portavoz de prensa de varias empresas industriales, la más reciente de Braun AG.

## Condecoraciones
- Cruz de Hierro (1914)
- Caballero de la Orden de San Juan (Bailiazgo de Brandeburgo)
- Cruz española
- Cruz de Hierro (1939)
- Cruz al Mérito de Guerra
- Cruz Alemana en oro (1942)[3]
- Cruz de Caballero de la Cruz al Mérito de Guerra (1945)